# Fan Bingbing
Fan Bingbing (xinès simplificat: 范冰冰, pinyin: Fàn Bīngbīng) és una cotitzada actriu de cinema i de televisió, productora i cantant xinesa nascuda el 16 de setembre de 1981 a Qingdao, província de Shandong. Ha participat en pel·lícules de diferents països. Ha rebut diversos premis cinematogràfics. És molt cèlebre a Àsia. En els nostres medis va començar coneguda a nivell popular arran de darrers films que s'han estrenat. També s'ha dedicat al món de la moda.

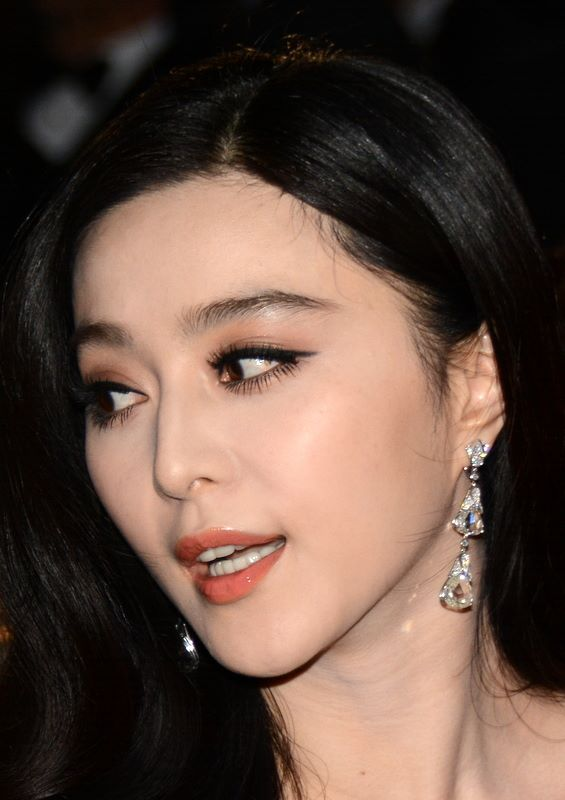
Fan Bingbing a Cannes el 2013

## Filmografia

### 2016
- "X-Men: Apocalypse" amb Fan Bingbin com a Clarice Ferguson/Blink
- "L.O.R.D: Legend of Ravaging Dynasties" (爵迹). Interpretant Gui Shan Lian Quan.
- The King's Daughter" en el paper de Sirena.
- “I Am Not Madame Bovary” (我不是潘金莲) interpretant Li Xuelian. Dirigida per Feng Xiaogang.[1]
- “League of Gods” (封神榜). Interpretant Daji.

### 2015
- ”Ever Since We Love” (万物生长). Interpretant Liu Qing.
- ”Lady of the Dynasty” (杨贵妃). Interpretant Yang Guifei.
- “The Peanuts Movie” (花生漫画大电影：史努比). Interpretant Sally Brown.

### 2014
- The White Haired Witch of Lunar Kingdom. Interpretant: Lian Nishang.
- X-Men: Days of Future Past (X战警：逆转未来). Interpretant Clarice Ferguson / Blink.

### 2013
- "Iron Man 3"(钢铁侠3). Interpretant: Wu Jiaqi.
- "One Night Surprise" (夜惊喜). Interpretant Michelle.

### 2012
- "Double Xposure" (二次曝光). Interpretant Song Qi.

### 2011
- "Stretch" (策马). Interpretant Pamsy.
- "Shaolin" (新少林寺); Interpretant Yan Xi.
- "Buddha Mountain" (观音山). Interpretant Nan Feng.
- "The Founding of a Party" (建党伟业). Interpretant l'emperadriu Longyu.
- ”My Way” (登陆之日). Representant Shi-rai.

### 2010
- ”Future X-Cops“ (未来警察). Interpretant Meili.
- ”East Wind Rain“ (东风雨). Interpretant Huanyan.
- ”Chongqing Blues“ (日照重庆). Interpretant Zhu Qing.
- ”Sacrifice“ (赵氏孤儿). Interpretant la princesa Zhuang.

### 2009
- ”Shinjuku Incident“ (新宿事件; pinyin: San suk si gin). Interpretant Lily.
- ”Sophie's Revenge” (非常完美; pinyin: Fei chang wan mei). Interpretant Joanna.
- ”Bodyguards and Assassins” (十月围城; pinyin: Shi yue wei cheng). Interpretant Yuet-yu.
- ”Wheat“ (麦田; pinyin: Mài Tián). Interpretant Li.

### 2008
- ”Kung Fu Hip-Hop“ (精舞门). Interpretant Tina.
- ”Home Run“ (回家的路). Interpretant Tian Cong.
- "Desires of the Heart" (桃花运). Interpretant Zhang Ying.

### 2007
- ”The Matrimony "(心中有鬼)interpretant Xu Manli.
- ” Lost in Beijing” (苹果) interpretant Liu Pingguo.
- ”Flash Point” (导火线) interpretant Julie.
- ”Contract Lover“ (合约情人; pinyin Hup yeu ching yan) interpretant Zao.
- ”Sweet Revenge” (寄生人; pinyin;: Gei sun yan) interpretant Cheung Yung Fan Bingbing.
- "Call for Love" (爱情呼叫转移; pinyin:Ai qing hu jiao zhuan yi) interpretant Chen Xiao.
- ”Crossed Lines” (命运呼叫转移; pinyin: Mìngyùn Hūjiào Zhuǎnyí) interpretant Ning Can i Xin Ran.
- “Battle of wits” (墨攻) interpretant Yi Yue.

### 2005
- ”A Chinese Tall Story” (情癫大) interpretant la princesa Xiaoshan.

### 2004
- “The Twins Effect II“ (千机变2花都大战) com a "Red Vulture“.

### 2003
- "Cell Phone" (手机) Interpretant Wu Yue.

### 2002
- “Fall in Love at First Sight" (见钟情) en el paper de Jiu Jiiu.
- ”The Lion Roars“ (河东狮吼 pinyin: Wǒ Jiā Yǒu Yī Zhǐ Hé Dōng Shī; cantonès:Ngo ga yau yat chek hiu dung see) interpretant la princesa Ping'an.

### 2001
- ”Reunion“ (手足情) interpretant Jing

### 1999
- ”Seventeen Years” (过年回家; pinyin:Guo nian hui jia). Interprentant la guardiana Chen Jie.